# Slovenska marka
Slovenska marka, tudi Marka ali Slovenska krajina, v zgodovinskih virih predvsem Windische Mark, je bila srednjeveška pokrajina na območju današnje Dolenjske, in tedaj sestavni del Kranjske. 

## Zgodovina
Ime se pojavlja v 13. stoletju kot Marchia Slavica oziroma Windischmarich (Slovanska krajina) kot poimenovanje za del nekdanje Savinjske marke na desnem bregu Save.
Ozemlje Marke je bilo na začetku verjetno del Kranjske krajine, vendar je bilo v 10. stoletju po obnovi frankovske države, ki je sledila umiku Ogrov upravno podrejeno Savinjski marki, oziroma savinjskemu mejnemu grofu in kasneje koroškemu vojvodi.

### Oblikovanje dežele
V 12. in 13. stoletju sta bili Kranjska in Marka ozemeljsko razbiti na več relativno samostojnih teritorialnih gospostev, ki so jih obvladovale močne plemiške družine, ki so tekmovale za prevlado nad čim večjim ozemljem in pravicami. Značilna družina v Marki so bili Višnjegorski. Po več dedovanjih je večina posesti sredi 13. stoletja prešla pod oblast koroškega vojvoda Ulrika III. Spanheimskega, ki je povezal plemstvo Marke in Kranjske in postal deželni gospod.
Marka je bila od 13.stoletja naprej upravno podrejena Kranjski in je z njo predstavljala enotni državni fevd. Pojem Slovenska Marka se je odtlej pretežno uporabljal kot geografsko poimenovanje. 

### Grofija v Marki in Metliki
Kljub podrejenem položaju in tesnim vezam s kranjskim plemstvom je Marka ohranila ločeno sodstvo oziroma pravno skupnost in je v 14. stoletju tvorila svojo deželo, ki je bila znana kot Grofija v Marki in Metliki. Grofijo so do prehoda pod oblast Habsburžanov upravljali Goriško-Tirolski grofje. Habsburžani so deželo kmalu po prevzemu leta 1376 dali v zakup Celjskim grofom, ki so ostali dejanski gospodje v Marki in Metliki vse do njihovega izumrtja leta 1456, ko je znova prešla pod Habsburžane in bila dokončno združena s Kranjsko.
Pojem Slovenske Marke in razlikovanje s Kranjsko je v določenih primerih preživelo vse do 20. stoletja, na primer v nazivu Habsburžanov kot deželnih knezov Slovenske Marke.

## Povezave
- Slovenska krajina (Ogrska)
- Kranjska
- Zgodovina Slovenije